# Elezioni regionali in Veneto del 2020
Le elezioni regionali italiane del 2020 in Veneto si sono tenute il 20 e 21 settembre, contestualmente alle altre 6 regioni chiamate al voto: Liguria, Toscana, Valle d'Aosta, Marche, Campania e Puglia. La consultazione elettorale era inizialmente prevista per il 31 maggio ma è stata rinviata a causa della pandemia di COVID-19 del 2019-2020 in base al decreto legge 20 aprile 2020, n. 26; lo stesso decreto ha disposto una proroga di tre mesi per il Presidente della Giunta e il Consiglio regionale.
Le consultazioni elettorali si sono svolte contemporaneamente al referendum costituzionale sulla riduzione del numero dei parlamentari, alle elezioni parlamentari suppletive nel collegio uninominale Veneto - 09 (Villafranca di Verona) e alle elezioni amministrative in 40 comuni veneti (tra cui Venezia).
Il presidente uscente Luca Zaia è stato rieletto per il terzo mandato consecutivo con il 76,79% delle preferenze, ottenendo il primato del presidente di regione eletto direttamente con la più alta percentuale di voti.

## Legge elettorale

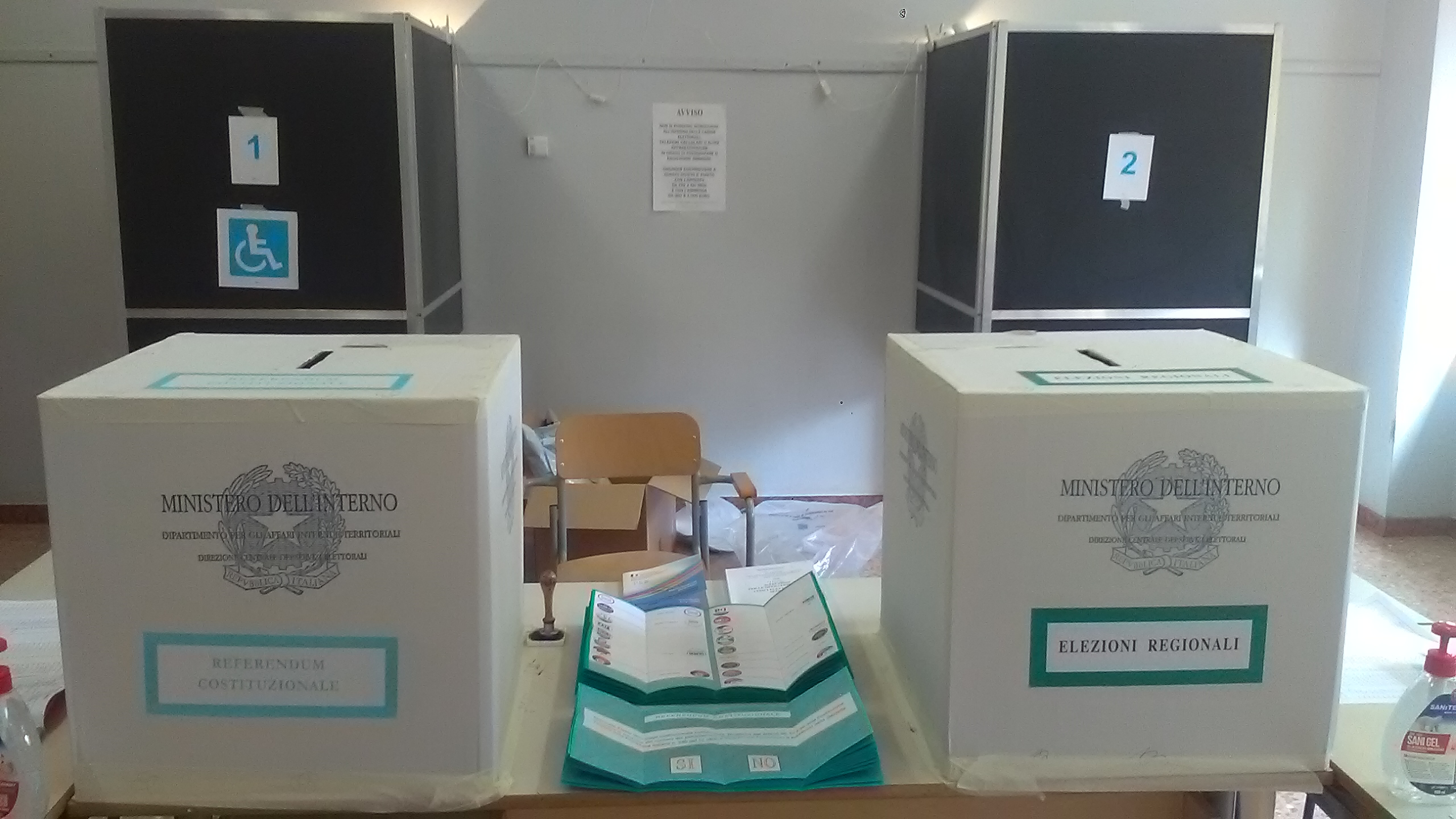
Seggio elettorale

Per le elezioni regionali in Veneto si vota con una legge elettorale del 2012 che è stata in parte modificata nel maggio 2018. Non essendo previsto un ballottaggio, verrà eletto governatore il candidato capace di ottenere anche un solo voto in più rispetto agli altri sfidanti.
Lo Zaiatellum – come è stato rinominato – è un sistema di voto proporzionale che prevede l’assegnazione di un premio di maggioranza: nel caso di un candidato che ottiene più del 40% dei voti, a questi verrà attribuito il 60% dei 50 seggi in totale.
Per accedere alla ripartizione dei seggi, una coalizione deve superare la soglia di sbarramento del 5% dei voti mentre per le liste singole l’asticella è fissata al 3%. Per quanto riguarda i consiglieri è stato eliminato il vincolo dei due mandati.
Sarà possibile infine per un elettore fare un voto disgiunto (per un candidato alla carica di Presidente della Giunta regionale e per una delle altre liste a esso non collegate) ed esprimere una doppia preferenza per i candidati consiglieri, che però devono riguardare candidati di genere diverso della stessa lista (un uomo e una donna o viceversa), pena l’annullamento della seconda preferenza.

## Candidati alla presidenza

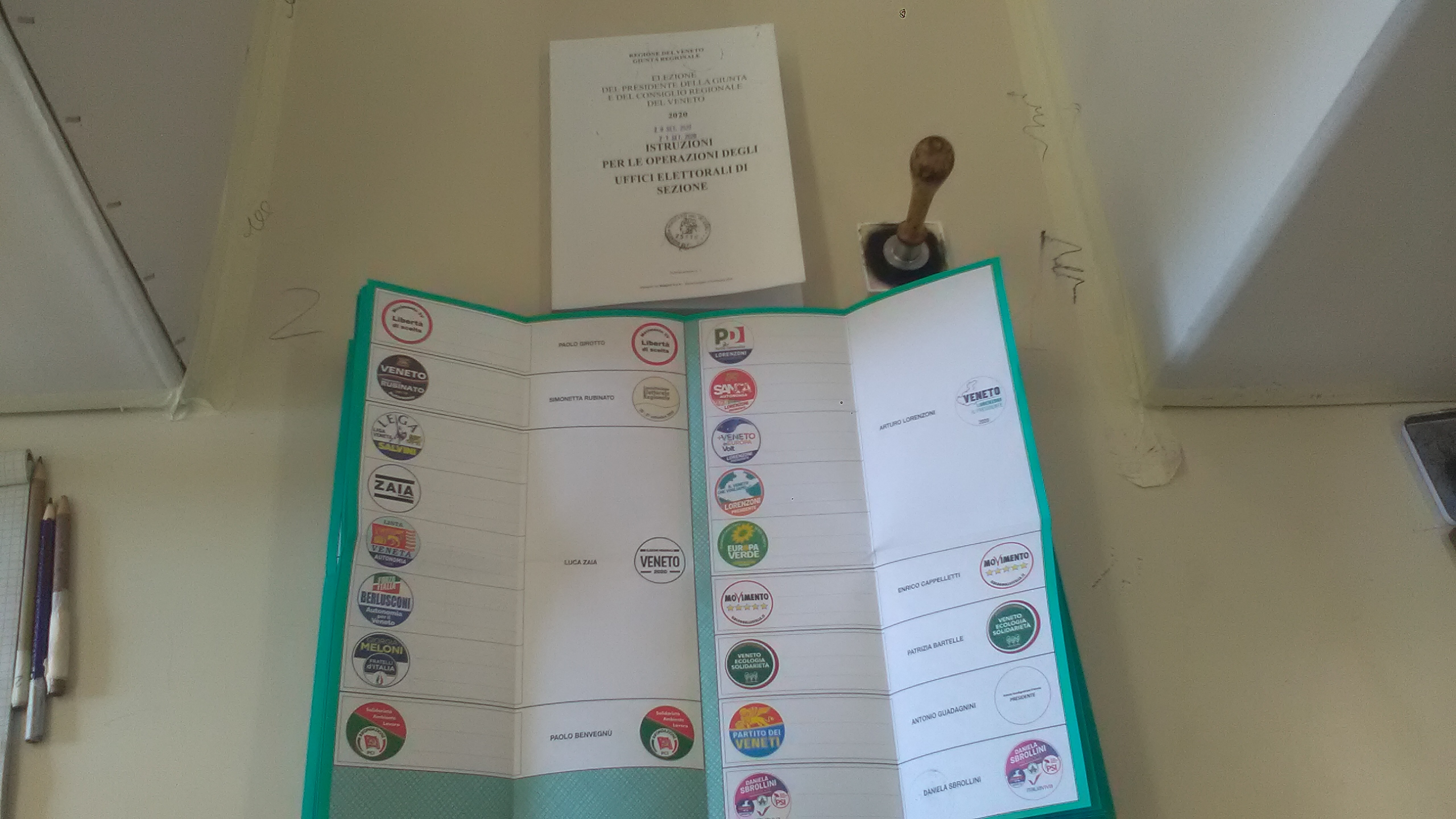
Scheda elettorale delle elezioni regionali del Veneto del 2020

I candidati alla presidenza, con le rispettive liste a sostegno - così come depositate in Corte d'Appello alla scadenza di legge delle ore 12 del 22 agosto sono:
- Paolo Benvegnù, sostenuto da Solidarietà Ambiente Lavoro;
- Patrizia Bertelle, sostenuta da Italia in Comune;
- Enrico Cappelletti, sostenuto dal Movimento 5 Stelle;
- Paolo Girotto, sostenuto da Movimento 3V Libertà di scelta;
- Antonio Guadagnini, sostenuto dal Partito dei Veneti;
- Arturo Lorenzoni, (Indipendente), sostenuto dal Partito Democratico, Europa Verde, Il Veneto che Vogliamo, Sanca Veneta, Volt Europa;
- Simonetta Rubinato, sostenuta da Veneto Rubinato;
- Daniela Sbrollini, sostenuta da Italia Viva, PSI, PRI, Civica Veneto;
- Luca Zaia, (Lega), presidente uscente sostenuto dalla Lista Zaia Presidente, Lega-Liga Veneta, Fratelli d'Italia, Forza Italia - Autonomia per il Veneto, Lista Veneta Autonomia - Liga Veneta Repubblica.

Gli aspiranti candidati Ivano Spano (Movimento Indipendenza Noi Veneto) e Loris Palmerini (Venetie per l'Autogoverno) non hanno presentato le firme necessarie, restando pertanto esclusi dalla contesa elettorale.

## Sondaggi

### Candidati presidenti
I sondaggi vengono pubblicati su un'apposita sezione del sito internet del Governo italiano.
| Data                         | Fonte | Luca Zaia (CDX) | Arturo Lorenzoni (CSX) | Enrico Cappelletti (M5S) | Daniela Sbrollini (Centro IV-PSI-PR-CV) | altri   | Distacco |
| ---------------------------- | --- | --------------- | ---------------------- | ------------------------ | --------------------------------------- | ------- | -------- |
| 1-3 settembre 2020           | https://www.corriere.it/elezioni/notizie/sondaggio-veneto-zaia-stacca-tutti-il-74percento-sua-lista-supera-lega-11-punti-5014996c-ee0b-11ea-8e1d-a2467c523c28.shtml/Nando | 74%             | 16,3%                  | 4,9%                     | 1,0%                                    | 3,7%    | 57,2%    |
| 29 agosto- 2 settembre 2020  | SWG | 69% - 73%       | 17% - 21%              | 2% - 4%                  | 1% - 3%                                 | 1% - 3% | ~52%     |
| 27 agosto - 1 settembre      | Il Gazzettino TP | 76%             | 14%                    | 10%                      | 10%                                     | 10%     | 62%      |
| 24 agosto - 2 settembre 2020 | Noto | 71% - 75%       | 18% - 22%              | 2% - 6%                  | 1% - 5%                                 | 1% - 5% | ~52%     |
| 28 - 31 agosto 2020          | Il Mattino di Padova | 68,4%           | 19,6%                  | 6,3%                     | 2,4%                                    | 2,4%    | 48,8%    |
| 24 agosto 2020               | Tecnè | 70% - 74%       | 16% - 20%              | 3% - 7%                  | 2% - 4%                                 | 2% - 4% | ~54%     |
| 3-5 agosto 2020              | Trevisotoday TP | 80,7%           | 12,7%                  | 1,9%                     | 0,5%                                    | 4,2%    | 68%      |
| 30-31 luglio 2020            | Tecnè | 68% - 72%       | 16% - 20%              | 4% - 8%                  | 2% - 6%                                 | 1% - 3% | ~52%     |
| 19 -22 luglio 2020           | Winpoll | 76,8%           | 15,5%                  | 3,8%                     | 1,1%                                    | 2,8%    | 61,3%    |
| 24-25 giugno 2020            | Noto | 70%             | 18%                    | 7%                       | 2%                                      | 3%      | 52%      |
| 31 gennaio 2020              | Affariitaliani | 61% - 65%       | 33% - 37%              | 33% - 37%                | 33% - 37%                               | 1% - 3% | ~28      |

### Liste elettorali
| Data                  | Fonte                                                         | Centro-sinistra | Centro-sinistra | Centro-sinistra | Centro-sinistra | Centro-sinistra | Centro-destra | Centro-destra | Centro-destra | Centro-destra | Centro-destra | Centro-destra | M5S   | Daniela Sbrollini | Daniela Sbrollini | Altri     | Distacco partiti | Indecisi |
| Data                  | Fonte                                                         | PD              | +E              | Lor. Pres.      | Altri           | Totale          | Zaia Pres.    | Lega          | FI            | FdI           | Altri         | Totale        | M5S   | IV                | Altri             | Altri     | Distacco partiti | Indecisi |
| --------------------- | ------------------------------------------------------------- | --------------- | --------------- | --------------- | --------------- | --------------- | ------------- | ------------- | ------------- | ------------- | ------------- | ------------- | ----- | ----------------- | ----------------- | --------- | ---------------- | -------- |
| 1-3 settembre 2020    | Pagnoncelli Archiviato il 16 giugno 2021 in Internet Archive. | 15,1%           |                 | 1,4%            | 1,9%            | 18,4%           | 34,5%         | 23,5%         | 3,5%          | 8,8%          | 1,2%          | 71,5%         | 5,2%  | 1,3%              |                   | 3,6%      | 11               | 12,7%    |
| 28 agosto-2 settembre | SWG                                                           | 13%-15%         |                 | 0,5-1,5%        | 3,5%-6,5%       | 18%-22%         | 30%-32%       | 28%-30%       | 2%-4%         | 5,5%-7,5%     | 1%-2%         | 69%-73%       | 3%-5% | 1%-2%             |                   | 2,5%-4,5% | 2                | 22%      |
| 27 agosto-1 settembre | Il Gazzettino TP                                              | 13%             | 4%              | 4%              | 4%              | 17%             | 44%           | 14%           | 4%            | 9%            | 4%            | 73%           | 8%    | 8%                | 8%                | 8%        | 30               | 35%      |
| 28 -31 agosto 2020    | Il Mattino di Padova                                          | 15%             | 0,5%            | 0%              | 3,1%            | 18,6%           | 33,6%         | 24%           | 2,1%          | 6%            | 0,8%          | 66,5          | 7,2%  | 2%                |                   | 4,9%      | 9,6              | 33%      |
| 3-5 agosto 2020       | Trevisotoday                                                  | 9,2%            | 1,4%            | 1,2%            | 0,9%            | 12,7%           | 36,8%         | 31,4%         | 2,8%          | 9,7%          |               | 80,7%         | 1,9%  | 0,5%              |                   | 4,2%      | 5,4              | 22%      |
| 19-22 luglio 2020     | Winpoll                                                       | 10,7%           | 0.9%            | 2,0%            | 3,0%            | 16,6%           | 33,6%         | 26,8%         | 3,3%          | 10,3%         |               | 74%           | 4,7   | 1,7%              | 0,1%              | 2,9       | 6,8              |          |

## Affluenza

### Affluenza
|         | Affluenza       | Affluenza       | Affluenza       | Affluenza     |
| ------- | --------------- | --------------- | --------------- | ------------- |
|         | Domenica ore 12 | Domenica ore 19 | Domenica ore 23 | Lunedì ore 15 |
| Veneto  | 14,7%           | 35,5%           | 46,13%          | 61,15%        |
| Belluno | 11,4%           | 26,9%           | 34,91,%         | 47,84%        |
| Padova  | 15,7%           | 38,3%           | 49,5%           | 65,43%        |
| Rovigo  | 14,7%           | 34,7%           | 44,66%          | 59,87%        |
| Treviso | 14,0%           | 33,6%           | 44,15%          | 58,27%        |
| Venezia | 15,2%           | 36,4%           | 46,73%          | 65,52%        |
| Verona  | 14,5%           | 35,6%           | 46,91%          | 61,95%        |
| Vicenza | 14,9%           | 36,3%           | 46,98%          | 61,8%         |

Affluenza regionali Veneto 2020  Archiviato il 23 settembre 2020 in Internet Archive.

## Risultati
|                                                                 | Luca Zaia ✔️ Presidente                                         | 1 883 960                                                       | 76,79 | Zaia Presidente                                    | 916 087   | 44,57 | 23 |  |  |
| Lega per Salvini Premier                                        | Luca Zaia ✔️ Presidente                                         | 1 883 960                                                       | 76,79 | 347 832                                            | 16,92     | 9     |    |  |  |
| Fratelli d'Italia                                               | Luca Zaia ✔️ Presidente                                         | 1 883 960                                                       | 76,79 | 196 310                                            | 9,55      | 5     |    |  |  |
| Forza Italia - Autonomia per il Veneto                          | Luca Zaia ✔️ Presidente                                         | 1 883 960                                                       | 76,79 | 73 244                                             | 3,56      | 2     |    |  |  |
| Lista Veneta Autonomia                                          | Luca Zaia ✔️ Presidente                                         | 1 883 960                                                       | 76,79 | 48 392                                             | 2,35      | 1     |    |  |  |
|                                                                 | Arturo Lorenzoni                                                | 385 768                                                         | 15,72 | Partito Democratico                                | 244 881   | 11,92 | 6  |  |  |
| Il Veneto che Vogliamo                                          | Arturo Lorenzoni                                                | 385 768                                                         | 15,72 | 41 275                                             | 2,01      | 1     |    |  |  |
| Europa Verde                                                    | Arturo Lorenzoni                                                | 385 768                                                         | 15,72 | 34 647                                             | 1,69      | 1     |    |  |  |
| +Veneto in Europa - Volt                                        | Arturo Lorenzoni                                                | 385 768                                                         | 15,72 | 14 246                                             | 0,69      | –     |    |  |  |
| Sanca Autonomia                                                 | Arturo Lorenzoni                                                | 385 768                                                         | 15,72 | 2 405                                              | 0,12      | –     |    |  |  |
| Seggio assegnato al candidato presidente classificatosi secondo | Seggio assegnato al candidato presidente classificatosi secondo | Seggio assegnato al candidato presidente classificatosi secondo | 15,72 | 1                                                  |           |       |    |  |  |
|                                                                 | Enrico Cappelletti                                              | 79 662                                                          | 3,25  | Movimento 5 Stelle                                 | 55 281    | 2,69  | 1  |  |  |
|                                                                 | Paolo Girotto                                                   | 21 679                                                          | 0,88  | Movimento 3V                                       | 14 916    | 0,73  | –  |  |  |
|                                                                 | Antonio Guadagnini                                              | 20 502                                                          | 0,84  | Partito dei Veneti                                 | 19 756    | 0,96  | –  |  |  |
|                                                                 | Paolo Benvegnù                                                  | 18 529                                                          | 0,76  | Solidarietà Ambiente Lavoro (PRC - PCI)            | 11 846    | 0,58  | –  |  |  |
|                                                                 | Daniela Sbrollini                                               | 15 198                                                          | 0,62  | Daniela Sbrollini Presidente (IV - PSI - CV - PRI) | 12 426    | 0,60  | –  |  |  |
|                                                                 | Patrizia Bartelle                                               | 14 518                                                          | 0,59  | Territori in Comune - Veneto Ecologia Solidarietà  | 9 061     | 0,44  | –  |  |  |
|                                                                 | Simonetta Rubinato                                              | 13 703                                                          | 0,56  | Veneto - Simonetta Rubinato per le Autonomie       | 12 082    | 0,59  | –  |  |  |
| Totale                                                          | Totale                                                          | 2 453 519                                                       | 100   |                                                    | 2 055 173 | 100   | 49 |  |  |
|                                                                 |                                                                 |                                                                 |       |                                                    |           |       |    |  |  |
| Schede bianche                                                  | Schede bianche                                                  | 35 445                                                          | 1,40  |                                                    |           |       |    |  |  |
| Schede nulle                                                    | Schede nulle                                                    | 33 956                                                          | 1,35  |                                                    |           |       |    |  |  |
| Votanti                                                         | Votanti                                                         | 2 522 920                                                       | 61,15 |                                                    |           |       |    |  |  |
| Elettori                                                        | Elettori                                                        | 4 126 114                                                       |       |                                                    |           |       |    |  |  |

1. ↑  Include candidati di Veneto per l'Autonomia e Fare!
2. ↑  Include Articolo Uno, Sinistra Italiana e Possibile

## Consiglieri eletti
Il 7 ottobre 2020 la Corte d'appello di Venezia ha dichiarato eletta la consigliera uscente Erika Baldin (M5S), anziché Roberta Vianello (Lista Zaia Presidente): secondo i giudici, la soglia di sbarramento (3%) deve essere considerata per le preferenze ottenute dal candidato presidente (Enrico Cappelletti ottenne il 3,25%) e non all'unica lista che lo sosteneva (il M5S ottenne il 2,69%).
| Circoscrizione | Lista                                  | Eletto                    | Preferenze |
| -------------- | -------------------------------------- | ------------------------- | ---------- |
| Belluno        | Zaia Presidente                        | Gianpaolo Enrico Bottacin | 9.078      |
| Belluno        | Zaia Presidente                        | Silvia Cestaro            | 1.490      |
| Padova         | Zaia Presidente                        | Fabrizio Boron            | 6.574      |
| Padova         | Zaia Presidente                        | Luciano Sandonà           | 6.009      |
| Padova         | Zaia Presidente                        | Elisa Cavinato            | 4.361      |
| Padova         | Zaia Presidente                        | Giulio Centenaro          | 4.141      |
| Padova         | Lega Salvini-Liga Veneta               | Roberto Marcato           | 11.660     |
| Padova         | Fratelli d'Italia                      | Enoch Soranzo             | 5.858      |
| Padova         | Forza Italia - Autonomia per il Veneto | Elisa Venturini           | 6.559      |
| Padova         | Partito Democratico                    | Vanessa Camani            | 6.187      |
| Padova         | Il Veneto che Vogliamo                 | Elena Ostanel             | 4.488      |
| Rovigo         | Zaia Presidente                        | Simona Bisaglia           | 890        |
| Rovigo         | Lega Salvini-Liga Veneta               | Cristiano Corazzari       | 5.560      |
| Treviso        | Zaia Presidente                        | Sonia Brescacin           | 8.863      |
| Treviso        | Zaia Presidente                        | Roberto Bet               | 8.596      |
| Treviso        | Zaia Presidente                        | Alberto Villanova         | 8.406      |
| Treviso        | Zaia Presidente                        | Silvia Rizzotto           | 7.309      |
| Treviso        | Zaia Presidente                        | Stefano Busolin           | 4.908      |
| Treviso        | Lega Salvini-Liga Veneta               | Federico Caner            | 5.178      |
| Treviso        | Lega Salvini-Liga Veneta               | Marzio Favero             | 3.315      |
| Treviso        | Fratelli d'Italia                      | Tommaso Razzolini         | 4.083      |
| Treviso        | Partito Democratico                    | Andrea Zanoni             | 6.428      |
| Venezia        | Zaia Presidente                        | Francesco Calzavara       | 4.595      |
| Venezia        | Zaia Presidente                        | Fabiano Barbisan          | 3.683      |
| Venezia        | Zaia Presidente                        | Gabriele Michieletto      | 3.247      |
| Venezia        | Zaia Presidente                        | Francesca Scatto          | 2.071      |
| Venezia        | Movimento 5 Stelle                     | Erika Baldin              | 1.943      |
| Venezia        | Lega Salvini-Liga Veneta               | Marco Dolfin              | 3.114      |
| Venezia        | Fratelli d'Italia                      | Raffaele Speranzon        | 4.296      |
| Venezia        | Partito Democratico                    | Francesca Zottis          | 3.778      |
| Venezia        | Partito Democratico                    | Jonatan Montanariello     | 1.889      |
| Verona         | Zaia Presidente                        | Stefano Valdegamberi      | 11.422     |
| Verona         | Zaia Presidente                        | Filippo Rigo              | 4.521      |
| Verona         | Zaia Presidente                        | Alessandra Sponda         | 2.842      |
| Verona         | Lega Salvini-Liga Veneta               | Elisa De Berti            | 4.941      |
| Verona         | Lega Salvini-Liga Veneta               | Enrico Corsi              | 3.790      |
| Verona         | Fratelli d'Italia                      | Daniele Polato            | 10.807     |
| Verona         | Forza Italia - Autonomia per il Veneto | Alberto Bozza             | 3.602      |
| Verona         | Lista Veneta Autonomia                 | Tomas Piccinini           | 3.409      |
| Verona         | Partito Democratico                    | Anna Maria Bigon          | 7.521      |
| Vicenza        | Zaia Presidente                        | Roberto Ciambetti         | 9.951      |
| Vicenza        | Zaia Presidente                        | Marco Zecchinato          | 4.326      |
| Vicenza        | Zaia Presidente                        | Stefano Giacomin          | 2.876      |
| Vicenza        | Zaia Presidente                        | Silvia Maino              | 2.774      |
| Vicenza        | Lega Salvini-Liga Veneta               | Manuela Lanzarin          | 10.370     |
| Vicenza        | Lega Salvini-Liga Veneta               | Nicola Ignazio Finco      | 8.939      |
| Vicenza        | Fratelli d'Italia                      | Elena Donazzan            | 10.743     |
| Vicenza        | Partito Democratico                    | Giacomo Possamai          | 11.515     |
| Vicenza        | Europa Verde                           | Cristina Guarda           | 2.536      |